# Forró mezők (film, 1949)
A Forró mezők 1949-ben bemutatott magyar filmdráma, melyet Apáthi Imre rendezett. A mű alapjául Móricz Zsigmond azonos című regénye szolgált. 
1949. március 26-án mutatták be.

## Cselekmény
Avary László és neje, Vilma vidéki birtokukon élnek, viszonyuk azonban nem felhőtlen. Avary egy másik nőnél keresi a boldogságot, mivel felesége rideg természetű. Ám a férj mégis féltékeny, ugyanis a környékbeliek mind a feleségébe szerelmesek, többek között a rendőrkapitány is. Avaryt figyelmeztetik, hogy amíg nem tartózkodott otthon, az ifjú dzsentri, Boldizsár Pista járt a feleségénél. Erre hazasiet, azonban mielőtt fegyvert fogna, valaki meglövi és erre holtan esik össze. A rendőrkapitány szeretné öngyilkosságnak beállítani az esetet, ezzel egyrészt az úri családot igyekszik megkímélni a botránytól, másrészt pedig Vilmának is kedvezni akar. Azonban Vilma nem juthat hozzá a nagy összegű életbiztosításhoz öngyilkosság esetén. Ekkor Vilma bátyja kideríti, hogy a főkapitány a gyilkos, aki szégyenében önkezével véget vet életének. Vilma ezután szintén az öngyilkosságot választja.

## Szereplők
- Karády Katalin (Vilma, Avary felesége)
- Szakáts Miklós (Avary László)
- Benkő Gyula (Boldizsár Pista)
- Szabó Sándor (rendőrkapitány)
- Darvas Iván (Lengyel Laci)
- Szemere Vera (jegyzőné)
- Rajnai Gábor (Bátki)
- Földényi László (Fábián)
- Pethes Sándor (alispán)
- Fónay Márta (cseléd)